# Abraham Woodhull
Pour les articles homonymes, voir Woodhull.
Abraham Woodhull (7 octobre 1750 - 23 janvier 1826) était un membre du réseau d'espionnage Culper Ring pendant la révolution américaine. Après la révolution, il a servi comme juge. Il se peut que le personnage de James Fenimore Cooper, Harry Birch, ait été fondé sur son travail en tant qu'espion.
Durant la révolution, Abraham incarna Samuel Culper, son nom d'espion aux côtés de Robert Townsend.